# ليز روبرتسون
ليز روبرتسون (بالإنجليزية: Liz Robertson)‏؛ مغنية بريطانية، ولدت في 4 مايو 1954 في إيلفورد ‏ في المملكة المتحدة.

## وصلات خارجية
- ليز روبرتسون على موقع IMDb (الإنجليزية)
- ليز روبرتسون على موقع قاعدة بيانات برودواي على الإنترنت (الإنجليزية)
- ليز روبرتسون على موقع ديسكوغز (الإنجليزية)
- ليز روبرتسون على موقع قاعدة بيانات الفيلم (الإنجليزية)